# David Leslie Johnson-McGoldrick
Pour les articles homonymes, voir David, Leslie, Johnson et McGoldrick.
David Leslie Johnson-McGoldrick, né le 5 octobre 1942 à Manhattan, est un scénariste et producteur américain.

## Biographie
David Leslie Johnson-McGoldrick commence à écrire des pièces de théâtre en deuxième année et rédige son premier scénario à l'âge de 19 ans, après avoir obtenu un diplôme au lycée de Lexington (Lexington High School) à Lexington dans l'Ohio. Il assiste à l'université d'État de l'Ohio à Columbus (Ohio), et y est diplômé de baccalauréat en beaux-arts de photographie et cinéma.
Il commence sa carrière en tant qu'assistant producteur du film de Les Évadés (The Shawshank Redemption) de Frank Darabont, dont le tournage a lieu dans sa ville natale à Mansfield (Ohio), à la maison de correction de Mansfield devenue musée, dans laquelle son arrière-grand-père était gardien. Il passe les cinq années suivantes en tant qu'assistant de Frank Darabont, profitant de  l'occasion de perfectionner son métier de scénariste. Il écrit deux scénarios pour Return of the Thing, une mini-série de quatre heures adaptée du culte The Thing de John Carpenter (1982). Le projet est annulé pour de raisons inconnues.
En 2007, il écrit le scénario du film d’horreur psychologique Esther (Orphan) pour Jaume Collet-Serra, pour ensuite produire le préquel du même film, Esther 2 : Les Origines, en 2022.

## Filmographie

### En tant que scénariste

#### Longs métrages
- 2009 : Esther (Orphan) de Jaume Collet-Serra
- 2011 : Le Chaperon rouge (Red Riding Hood) de Catherine Hardwicke
- 2012 : La Colère des Titans (Wrath of the Titans) de Jonathan Liebesman (coécrit avec Dan Mazeau)
- 2016 : Conjuring 2 : Le Cas Enfield (The Conjuring 2) de James Wan (coécrit avec Chad Hayes, Carey W. Hayes et James Wan)
- 2017 : Aquaman de James Wan (coécrit avec Will Beall et James Wan)
- 2021 : Conjuring : Sous l'emprise du Diable (The Conjuring: The Devil Made Me Do It) de Michael Chaves (histoire coécrite avec James Wan)
- 2023 : Aquaman and the Lost Kingdom de James Wan
- 2025 : Conjuring : L'Heure du jugement (The Conjuring: The Last Rites)  de Michael Chaves

#### Court métrage
- 2017 : She's Here de Chris Kato

#### Séries télévisées
- 2011-2020 : The Walking Dead (12 épisodes)
- 2013 : Mob City (2 épisodes)

### En tant que producteur

#### Longs métrages
- 2021 : Till Death de S.K. Dale
- 2022 : Esther 2 : Les Origines de William Brent Bell

#### Court métrage
- 2011 : Red Riding Hood: The Tale Begins d'Ian Kirby (producteur délégué)

#### Série télévisée
- 2017-2019 : The Walking Dead (producteur conseil, 32 épisodes)